# Powers Lake (Dakota del Nord)
Powers Lake és una població dels Estats Units a l'estat de Dakota del Nord. Segons el cens del 2000 tenia 309 habitants.

## Demografia
Segons el cens del 2000, Powers Lake tenia 309 habitants, 148 habitatges, i 84 famílies. La densitat de població era de 120,5 hab./km².
Dels 148 habitatges en un 20,9% hi vivien nens de menys de 18 anys, en un 48% hi vivien parelles casades, en un 6,8% dones solteres, i en un 42,6% no eren unitats familiars. En el 41,9% dels habitatges hi vivien persones soles el 29,1% de les quals corresponia a persones de 65 anys o més que vivien soles. El nombre mitjà de persones vivint en cada habitatge era de 2,08 i el nombre mitjà de persones que vivien en cada família era de 2,87.
Per edats la població es repartia de la següent manera: un 21,4% tenia menys de 18 anys, un 3,6% entre 18 i 24, un 23% entre 25 i 44, un 17,5% de 45 a 60 i un 34,6% 65 anys o més.
L'edat mediana era de 47 anys. Per cada 100 dones de 18 o més anys hi havia 91,3 homes.
La renda mediana per habitatge era de 27.143 $ i la renda mediana per família de 36.389 $. Els homes tenien una renda mediana de 30.000 $ mentre que les dones 21.875 $. La renda per capita de la població era de 14.894 $. Entorn del 3,2% de les famílies i el 9% de la població estaven per davall del llindar de pobresa.

## Poblacions més properes
El següent diagrama mostra les poblacions més properes.